# Poltrona Proust
La poltrona Proust  è una poltrona di design postmoderno disegnata e progettata da Alessandro Mendini, realizzata nel 1978 è  tra le più famose al mondo. Il primo esemplare è stato dipinto da  Prospero Rasulo e Pierantonio Volpini. Nel tempo le poltrone sono state dipinte da Prospero Rasulo, Franco Migliaccio, Claudia Mendini, Jesus Mocktezuma.

## Storia
Già nel 1976 Mendini aveva iniziato a pensare alla realizzazione di un "tessuto Proust", un tessuto cioè che nascesse dalle sollecitazioni letterarie e pittoriche (impressionismo, divisionismo e puntinismo) legate allo scrittore francese. L'idea non ebbe seguito, ma si sviluppò due anni dopo nell'idea della "poltrona di Proust".
In un viaggio in Veneto viene trovata una poltrona in stile settecentesco: un falso in stile, la cui struttura è decorata a mano a pennello in colori acrilici, assieme al tessuto, con una texture ripresa da alcuni particolari dei quadri di Paul Signac.
La prima Poltrona Proust venne presentata nel 1978 a palazzo dei Diamanti a Ferrara per la mostra Incontri ravvicinati di architettura a cura di Andrea Branzi ed Ettore Sottsass: era uno dei vari elementi di arredo e design presenti nella "Sala del Secolo", poi traslata alla Biennale di Venezia organizzata da Paolo Portoghesi. Questo primo esemplare dipinto da Prospero Rasulo e Pierantonio Volpini fa parte oggi della collezione di Guido Antonello a Milano.
Nei seguenti dieci anni ne furono realizzate una quindicina, tutte a mano e personalmente controllate da Mendini, che ne ha anche firmate alcune. Alcune di queste sono in collezioni private o gallerie d'arte, altre sono esposte in musei:  una è al Museo d'Arti Applicate di Gand in Belgio, una è al Museo dei mobili e delle sculture lignee del Castello Sforzesco a Milano, una al Triennale Design Museum, due sono al Groninger Museum in Olanda, una è al Museum Kunstpalast di Düsseldorf, una al Museum für angewandte Kunst di Vienna, una al Vitra Design Museum di Weil-am-Rhein, una al Die Neue Sammlung di Norimberga, una al Musée des Arts Décoratifs di Parigi, una all'Indianapolis Museum of Art.
Dopo una breve interruzione, dovuta all'impossibilità di Mendini di sovrintendere ad ogni pezzo, nel 1988 riprese la produzione. Da allora la produzione è continuata, anche con singole poltrone realizzate in materiali diversi come bronzo e ceramica. Da alcuni anni è Claudia Mendini, nipote di Alessandro, a dipingere le singole poltrone, sempre in collaborazione e con la supervisione dell'autore.

## Varianti
Ne esistono alcune varianti, approntate da aziende di design.
Cappellini nel 1994 commercializza la  Poltrona di Proust : sono mantenute le forme originali e la lavorazione a mano, ma il tessuto stampato è rinnovato nella decorazione e nei colori, ottenendo due versioni cromatiche (multicolor azzurro/grigio/giallo e multicolor nero/verde/rosso). Nel 2009 entra nel catalogo Cappellini la Proust Geometrica, Mendini progetta nuova variante della Poltrona di Proust con scocca in legno dipinta a mano e tessuto geometrico stampato. 
Per il marchio Magis Mendini ne ha progettata una interamente realizzata in polietilene, a tinta unita e disponibile in sei colore base, adatta anche agli ambienti esterni. Proprio per questo è stata prevista tra la seduta e lo schienale una piccola fessura in modo che l'acqua piovana possa scolare.
Nel 2005, in occasione della mostra Art of Italian Design ad Atene, Mendini disegna su suggerimento di Piero Bisazza una versione scultorea della sua celebre poltrona ma rivestita in tessere di mosaico di vetro. La Poltrona Monumentale di Proust fa ora parte della collezione permanente della Fondazione Bisazza a Montecchio Maggiore in provincia di Vicenza.
Per Superego nel 2009 Mendini approva una serie in tiratura limitata di poltrone Proust in ceramica e in miniatura (circa 40 centimetri d'altezza).
Per Robot City nel 2014 Mendini realizza una versione in marmo di Carrara in tiratura limitata.